# Baryconus
Baryconus är ett släkte av steklar. Baryconus ingår i familjen Scelionidae.

## Dottertaxa tillBaryconus, i alfabetisk ordning[1]
- Baryconus africanus
- Baryconus albohirtus
- Baryconus americanus
- Baryconus amicus
- Baryconus astennos
- Baryconus atricornis
- Baryconus atripes
- Baryconus australicus
- Baryconus bakeri
- Baryconus bellatorius
- Baryconus bharatus
- Baryconus bidentatus
- Baryconus brevitarsis
- Baryconus carinatus
- Baryconus clypeatus
- Baryconus coriaceus
- Baryconus decorsei
- Baryconus depressus
- Baryconus dissimilis
- Baryconus diversus
- Baryconus doddi
- Baryconus dryas
- Baryconus dudichi
- Baryconus dunensis
- Baryconus elevatus
- Baryconus erythropus
- Baryconus erythrothorax
- Baryconus europaeus
- Baryconus floridanus
- Baryconus foederatus
- Baryconus foveatifrons
- Baryconus fulleri
- Baryconus gallego
- Baryconus gracilicornis
- Baryconus graeffei
- Baryconus gravelyi
- Baryconus imperfectus
- Baryconus keralensis
- Baryconus mandibularis
- Baryconus marattus
- Baryconus minutus
- Baryconus montanus
- Baryconus narendrani
- Baryconus nigricaput
- Baryconus nigricornis
- Baryconus noveboracensis
- Baryconus orthopterae
- Baryconus pacificus
- Baryconus perplexus
- Baryconus persimilis
- Baryconus philippinensis
- Baryconus pilosus
- Baryconus pulchricornis
- Baryconus punctatus
- Baryconus pycnos
- Baryconus ramosus
- Baryconus rufidorsum
- Baryconus rugosiceps
- Baryconus rugosus
- Baryconus sculpturatus
- Baryconus serenus
- Baryconus seyrigi
- Baryconus similis
- Baryconus stennos
- Baryconus striolatus
- Baryconus tuberculatus
- Baryconus unidens
- Baryconus unidentatus